# Similitud química
Similitud química, també anomenada semblança molecular es refereix a la semblança dels elements, molècules o compostos químics pel que fa a qualsevol de les seves característiques estructurals o funcionals. És a dir, es refereix a la semblança de dues o més substàncies amb relació a l'efecte que tinguin sobre els elements reactius, ja sigui en un context orgànic, inorgànic, biològic o de qualsevol altre tipus.
La similitud química és un dels conceptes més importants en la quimioinformática. En efecte, té un paper important en els enfocaments moderns per a diverses qüestions, com ara la predicció de les propietats dels compostos químics o el disseny de productes químics amb un conjunt predefinit de propietats. També és especialment important en la realització d'estudis de disseny de drogues per mitjà anàlisi de grans bases de dades que contenen estructures químiques disponibles o potencialment disponibles. Aquests estudis es basen en el principi de similitud de Johnson i Maggiore, que sosté que els compostos similars tenen propietats similars.